# Leandra therezopolitana
Leandra therezopolitana är en tvåhjärtbladig växtart som beskrevs av Célestin Alfred Cogniaux. Leandra therezopolitana ingår i släktet Leandra och familjen Melastomataceae. Inga underarter finns listade i Catalogue of Life.